# Маленький человечек
Маленький человечек (чеш. Malý pán) — чешско-словацкий кукольный фильм-сказка 2015 года чешского режиссёра Радека Берана. Продолжительность — 83 минуты.

## Производство
Съёмка фильма началась во второй половине августа 2014 года в лесах округа Писек Южно-чешского края.
Куклы созданы Франтишеком Антонином Скалой, в съёмках принимал участие коллектив пражского кукольного театра Buchty a loutky.
Авторы сюжета — Ленка Углиржова и Иржи Стах (по книге «Большое путешествие маленького человечка»). .
- Автор сценария — Лумир Тучик
- Режиссёр — Радек Беран.
- Оператор — Филип Сандерс.
- Режиссёр монтажа — Мартин Палоуш.
- Художник-постановщик — Франтишек Антонин Скала.
- Продюсер — Якуб Червенка.

Премьера в Словакии состоялась 30 апреля 2015 года, в Чехии — 14 мая 2015 года. Бюджет — 14 млн чешских крон.

## Сюжет
Маленький человечек живёт себе преспокойно в своём маленьком мире, и поскольку ему вдоволь хватает еды, он никуда особо не стремится. Но у Маленького человечка есть мечта, а с мечтами, как все мы знаем, всегда непросто живётся, так как они никогда не оставляют нас (даже самых маленьких) в покое. Просыпаясь, Маленький человечек с удивлением осознаёт, что ему чего-то не хватает. И вот, хоть и нехотя, он покидает родной уютный дом и отправляется в путешествие, чтобы наконец заглянуть в корень проблемы. Что же ему удастся найти в пути?

## Участие в фестивалях
Фильм был показан на Канарских островах и в Шанхае. Планируется показ фильма и на Международном фестивале фильмов для детей и юношества в Тегеране.

## Награды
Фильм был номинирован на Премию чешских кинокритиков в категории «аудиовизуальный дебют».

## Озвучивание
В чешском варианте: Иван Троян, Барбора Грзанова, Саша Рашилов, Валерие Завадска, Зузана Быджовска, Таня Вильгельмова, Владимир Яворский, Мирослав Таборский.
В словацком варианте: Роберт Рот, Даница Юрчова, Роман Лукнар, Луция Сипосова, Лукаш Латинак

## Рецензии
- Mirka Spáčilová, iDNES.cz
- Matěj Svoboda, MovieZone.cz
- Jason Pirodsky, Epats.cz Архивная копия от 9 мая 2015 на Wayback Machine